# بيريم
البَيْرِيم هي سفينة حربية قديمة ذات مجاديف قوادس وصفين متراكبين من المجاديف على كل جانب. كانت البيْريم سفنًا طويلة بُنِيَت لأغراض عسكرية ويمكن أن تصل إلى سرعة عالية. اختُرِعَت في القرن السادس قبل الميلاد واستخدمها الفينيقيون والآشوريون واليونانيون.

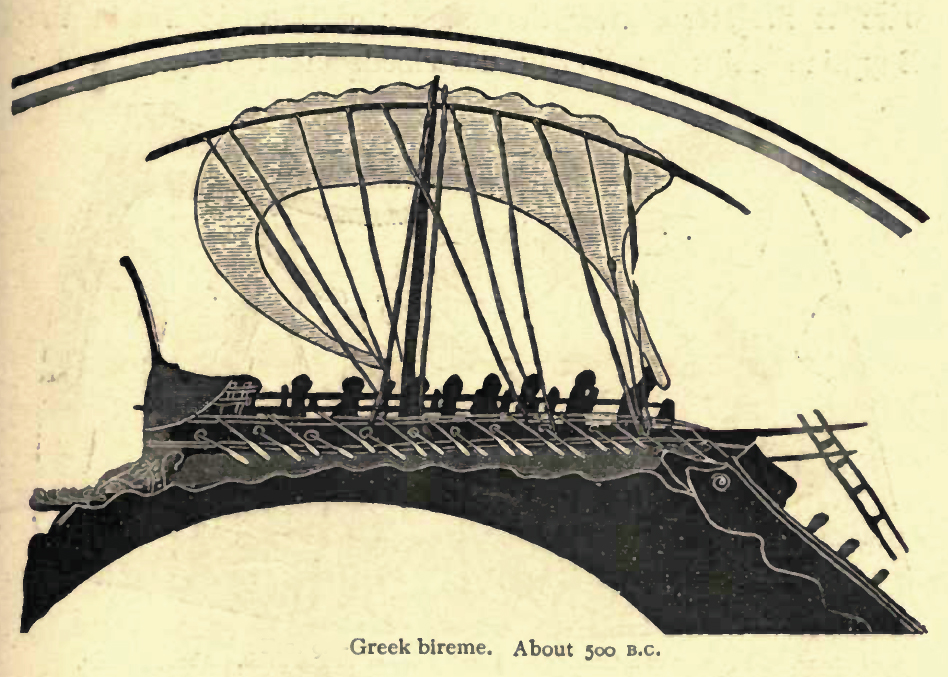
بيريم يوناني نحو 500 قبل الميلاد صورة من إناء يوناني في المتحف البريطاني من إطروية.

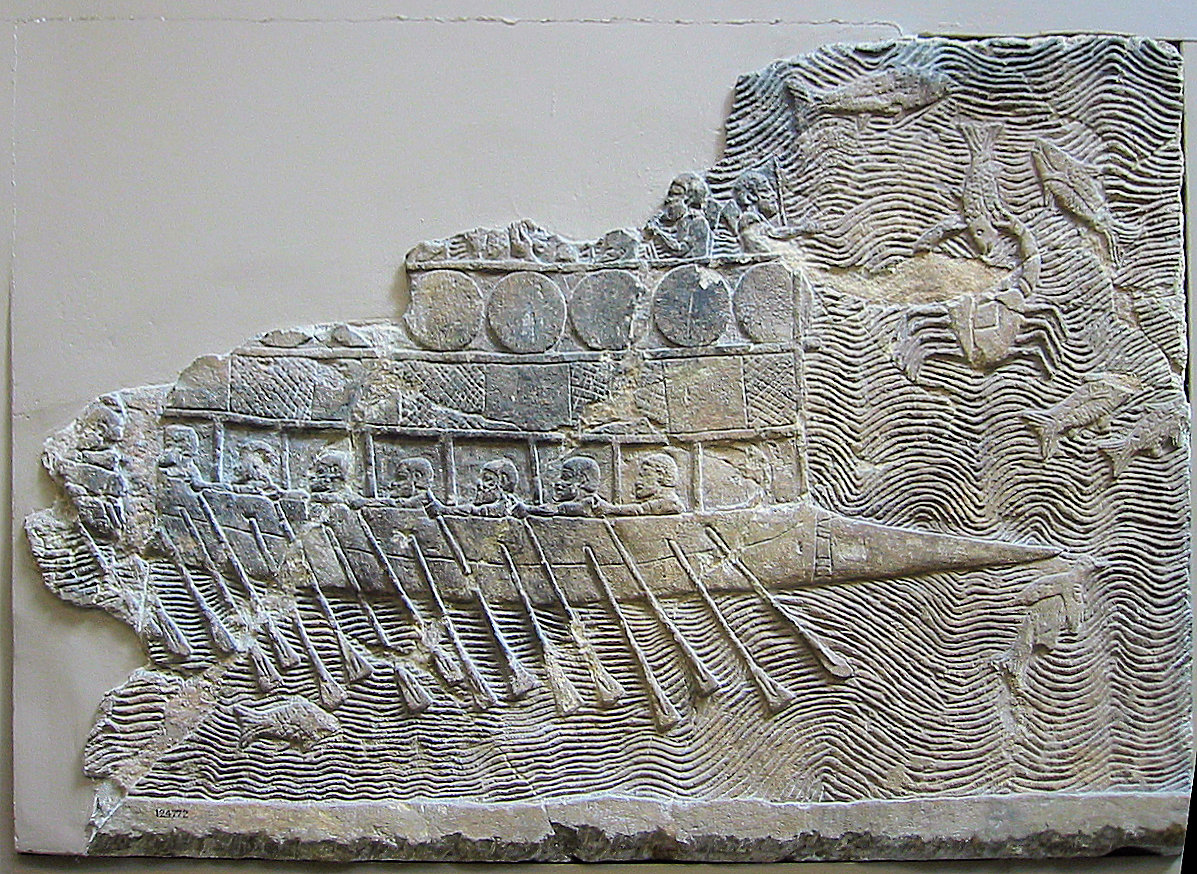
سفينة حربية فينيقية ذات صفين من المجاديف نقش ناتئ من نينوى 700 ق